# مدرسه شهید رجایی
مدرسه شهید رجایی که به عنوان کوچکترین مدرسه دنیا شناخته می‌شود در روستای کالو از توابع بخش بردخون شهرستان دیر، استان بوشهر و در ۱۸۰ کیلومتری شهر بوشهر در ساحل خلیج فارس واقع می‌باشد. سازمان فرهنگی ملل متحد (یونسکو) مدرسه کالو با چهار دانش آموز و یک سرباز معلم را به عنوان کوچکترین و کم جمعیت‌ترین مدرسه دنیا به ثبت رسانده‌است.
این مدرسه از سال ۱۳۹۳ فاقد دانش آموز می‌باشد و به عنوان اردوگاه دانش آموزی درآمده است.

## نحوهٔ ایجاد
عبدالمحمد شعرانی سرباز معلم این مدرسه در همان روزهای اولیه سرباز معلمی اش در این مدرسه کوچک که بیشتر از ۴ دانش آموز نداشت را در وبلاگ شخصی اش به نام «دیر تش باد» معرفی می‌کرد و اتفاقات آن را می‌نوشت که نوشته‌های وبلاگی او موجب گزارش تلویزیونی از این مدرسه شد و همین گزارش که در خبر ۲۰:۳۰ تلویزیون ایران پخش شد باعث شد این مدرسه به شهرت برسد، گزارشی که بعدها کامران نجف زاده آن را ماندگارترین گزارش خود دانست.

## بازتابهای اجتماعی و فرهنگی
به دنبال نوشته‌های وبلاگی سرباز معلم این مدرسه، کمک‌های فراوانی برای مدرسه و روستا جذب شده‌است. این مدرسه به وسیلهٔ یک خیر مدرسه ساز نوسازی شده‌است و با حمایت شرکت نفت دارای یک کتابخانه روستایی شده و گسترش بیشتری یافته‌است. مستندی از این مدرسه با عنوان «مدرسه کالو» ساخته شده‌است و معلم مدرسه مذکور کتاب خاطراتش را با عنوان کتاب قصهٔ کوچک‌ترین مدرسه دنیا به چاپ رسانیده‌است. تاکنون رسانه‌های مطرح جهانی مانند سی ان ان و دویچه وله به معرفی مدرسه کالو پرداخته‌اند.

## تبدیل به اردوگاه دانش آموزی
از سال ۱۳۹۳ که مدرسه فاقد دانش آموز شده و معلم آن به مرکز استان (بوشهر) منتقل گردید.
طی اقدامی آموزش و پرورش منطقه بردخون در این مدرسه اولین اردوگاه دانش آموزی منطقه بردخون راه اندازی کرد.
مقرر شده‌است که موزه و سوابق مدرسه برای بازدید علاقمندان آماده می‌شود. اسناد، مدارک و سوابق درخشان مدرسه، ساحل زیبا، فضای مناسب و آشنایی مردم با این مدرسه به عنوان مهم‌ترین مرکز فرهنگی آموزش و پرورش منطقه موجب شد برای بهره‌مندی فرهنگیان و دانش آموزان از ثمرات مدرسه، اردوگاه را در این مدرسه بنیانگذاری شود.
پیش از این نمایشگاه‌ها و برنامه‌های متعددی در مدرسه برگزار شده و مسئولان، مردم و قشرها مختلف از ایران و سایر کشورها به روستای کالو سفر کرده‌اند که تصمیم گرفته شده با وجود کلاس‌ها و فضای مدرسه، اردوگاهی متفاوت برای استفاده دانش آموزان و فرهنگیان راه اندازی شود.
مدرسه کالو به عنوان کوچک‌ترین مدرسه دنیا شناخته شده که در ساحل دریا واقع شده و در ایام نوروز و تابستان شاهد حضور گردشگران و علاقمندان بیشتری خواهد بود.